# Hvozdiv, Nemîriv
Hvozdiv (în ucraineană Гвоздів) este un sat în comuna Sokileț din raionul Nemîriv, regiunea Vinnița, Ucraina.

## Demografie
Componența lingvistică a localității Hvozdiv
     Ucraineană (100%)
Conform recensământului din 2001, toată populația localității Hvozdiv era vorbitoare de ucraineană (100%).